# فهرست مستند اسامی مشاهیر و مؤلفان
فهرست مستند اسامی مشاهیر و مؤلفان سیاهه‌ای است از اسامی کسانی که به عنوان ابزاری برای فهرست نویسی کتاب‌ها تهیه شده‌است هرچند در انواع فعالیت‌های سازماندهی اطلاعات به خوبی قابل استفاده است

## تاریخچه
کار مستندسازی در ایران در سال ۱۳۴۸ با فهرست‌نویسی کتاب‌های فارسی و عربی در مرکز خدمات کتابداری آغاز شد. از سال ۱۳۶۸ این مرکز فعالیت خود را با ادغام در کتابخانه ملی ایران ادامه داد.

## مدخل‌ها
این فهرست شامل مستند اسامی کسانی است که نام آن‌ها به‌عنوان شناسه اصلی در فهرست برگه‌های کتابخانه ملی ایران آمده‌است و می‌توان گفت شامل نام نویسندگان، مترجمان، مصححان، هنرمندان، رجال، و مشاهیر ایرانی و غیرایرانی است که در برگه‌های فهرست موجود در کتابخانه ملی وارد شده‌اند؛ خواه شناسه اصلی و خواه شناسه موضوعی، که در آن‌ها شخص موردنظر موضوع کتاب است، و خواه شناسه افزوده مثل نویسندگان همکار، مصححان، تصویرگران، و مانند آن. در مورد نام‌های غیرایرانی در صورت پیدا کردن معادل اصلی آن نام در منابع، شکل لاتین نیز در مقابل آن‌ها ذکر شده‌است.

## مستندسازی اسامی
در مستندسازی اسامی، نام اشهر فرد به همراه ارجاعاتی که دارد، براساس قواعدی از پیش تعیین شده نمایه می‌شود و باعث می‌گردد یکدستی نام مستند حفظ گردد. این امر را مستندسازی و کنترل اسامی می‌گویند.
اسامی ایرانی به سه دوره تعلق دارند:
۱. پیش از اسلام یا سنت پیش از اسلام
۲. عصر اسلامی تا آغاز قرن ۱۴ هجری شمسی،
۳. از سال ۱۳۰۴ هجری شمسی به بعد